# Aufidus australensis
Aufidus australensis är en insektsart som först beskrevs av George Willis Kirkaldy 1906.  Aufidus australensis ingår i släktet Aufidus och familjen spottstritar. Inga underarter finns listade i Catalogue of Life.